# La Porte (roman)
Pour les articles homonymes, voir La Porte.
La Porte (titre original en hongrois : Az ajtó) est un roman hongrois de Magda Szabó publié en 1987.
La traduction française, signée Chantal Philippe, paraît aux éditions Viviane Hamy en août 2003. Le roman reçoit le prix Femina étranger la même année.

## Résumé
Magda, écrivaine qui n'a pas eu d'enfant, et sa gouvernante Emerence, femme âgée au comportement étrange, vivent une relation presque amicale qui se forme peu à peu. Emerence est un personnage fort de ses convictions, loin de tout dogme religieux ou idéologique, loin des convenances et des idées reçues. Son histoire, livrée au lecteur avec parcimonie et patience, fait écho aux grands événements du XXe siècle. Sa grandeur trouve son origine dans sa volonté de fer et se déploie le long de ses jours de dur labeur, sa constance dans ses valeurs, son humanité profonde.
Magda, la narratrice, est la voix des décisions sensibles et convenables d'une personne éduquée et bonne. La vie fait en sorte que dans sa bonté et dans sa volonté de bien faire, elle évolue vers un aboutissement qui amène Magda, au faîte de sa gloire, à réaliser à quel point ses bonnes intentions, ses actions guidées par l'amitié, l'amour même, peuvent être néfastes, fatales même pour Emerence.

## Réception critique
- « Remarquable romancière », Magda Szabó « n’a rien perdu de son aptitude à déplacer le centre de gravité d’un récit vers le point le moins attendu. Combinée avec une grande qualité d’écriture, cette faculté produit dans son roman La Porte un résultat troublant de finesse et d’originalité. » (Le Monde, 24 octobre 2003[1])
- « Un roman et un auteur, mais aussi, ce qui est plus rare, un personnage qu’on n’oubliera jamais. » (Libération, 20 novembre 2003[2])

## Éditions
- Éditions Viviane Hamy, 2003  (ISBN 978-2-87858-183-6)
- Éditions Viviane Hamy, coll. « Bis », 2005  (ISBN 978-2-87858-200-0)
- LGF, coll. « Le Livre de poche » no 34397, 2017  (ISBN 978-2-253-07022-1)